# 日産ネットワークホールディングス
日産ネットワークホールディングス株式会社（にっさんネットワークホールディングス、英: NISSAN NETWORK HOLDINGS COMPANY LIMITED）は、日産自動車における不動産の所有、売買、貸借などを行う企業である。

## 概要
2006年4月3日、日産自動車の各連結販売会社52社を資産管理会社と販売事業会社に分社化。うち、資産管理会社を旧・日産不動産株式会社が吸収合併し、2006年7月1日に発足。日産バリューアップのコミットメント達成のために設立され、現在、日産自動車の連結販売会社の株式100%を所有し、資産管理を行っている。近年では管理対象となっている販売会社の地場資本への経営移管を進めている。

## 沿革
- 2006年
  - 4月3日 - 日産自動車の連結対象となっている販売会社52社が会社分割を行い、それぞれ資産管理会社と販売事業会社（新設子会社、商号を承継）の2社となる。
  - 7月1日 - 日産不動産株式会社が、上記資産管理会社52社を吸収合併し、日産ネットワークホールディングス株式会社に商号変更。
- 2008年
  - 2月4日 - 東日カーライフグループ（現・日産東京販売ホールディングス）が行った第三者割当増資（約29億円）を引受け、筆頭株主（持株比率34%）となる。
  - 12月1日 - 完全子会社の日産カーレンタルソリューションを設立し、日産フィナンシャルサービスのレンタカー事業部門（日産レンタカー）を承継。
- 2009年8月19日 - 東京都中央区銀座から現在の神奈川県横浜市に本社移転。
- 2011年
  - 4月1日 - 日産プリンス東京販売・日産プリンス西東京販売の経営を東日カーライフグループに譲渡する。
  - 9月1日 - 日産プリンス熊本販売の経営を熊本日産自動車（地場資本：古荘本店）に譲渡する。
- 2012年
  - 3月1日 - 山形日産自動車販売の経営を山形日産グループ（山形日産自動車および日産プリンス山形販売）に譲渡する。
  - 9月21日 - 函館日産自動車の経営をテーオー小笠原（現・テーオーホールディングス）に譲渡する。
- 2014年4月1日 - 日産サティオ奈良の経営をVTホールディングスに譲渡する。
- 2015年4月1日 - 北見日産自動車の経営をテーオーホールディングスに譲渡する。
- 2018年10月1日 - 日産プリンス茨城販売の経営を茨城日産自動車に譲渡する。
- 2019年
  - 7月1日 - 日産サティオ宮崎の経営を株式会社九南に譲渡する。
  - 8月1日 - 帯広日産自動車の経営を村松ホールディングスに譲渡する[2]。日産サティオ富山の経営を米沢電気工事グループに譲渡する。
- 2021年
  - 4月1日 - 日産プリンス群馬販売の経営をGNホールディングス（群馬日産自動車）に譲渡する。
  - 6月1日 - 日産プリンス長崎販売の経営を長崎日産自動車に譲渡する。
- 2022年12月1日 - 日産プリンス札幌販売の経営を北海道日産自動車に譲渡する。

## 主要子会社

### 自動車販売会社
- 旭川日産自動車
- 日産プリンス宮城販売
- 日産プリンス秋田販売
- 日産プリンス福島販売
- 日産プリンス栃木販売
- 日産プリンス埼玉販売
- 日産サティオ千葉
- 東京日産モーター[注釈 1]
- 神奈川日産自動車
- 日産プリンス神奈川販売
- 岐阜日産自動車
- 日産プリンス岐阜販売 [注釈 2]
- 浜松日産自動車
- 日産プリンス静岡販売
- 日産プリンス浜松販売[注釈 3]
- 愛知日産自動車
- 日産プリンス名古屋販売
- 日産プリンス三重販売
- 滋賀日産自動車
- 日産サティオ滋賀 [注釈 4]
- 京都日産自動車
- 日産京都北販売 [注釈 5]
- 日産プリンス京都販売[注釈 6]
- 大阪日産モーター[注釈 7]
- 日産大阪販売
- 兵庫日産自動車
- 日産サティオ兵庫[注釈 8]
- 和歌山日産自動車
- 日産サティオ島根
- 岡山日産自動車
- 日産プリンス広島販売
- 防長日産モーター[注釈 9]
- 日産プリンス山口販売
- 福岡日産自動車
- 日産プリンス福岡販売[注釈 10]
- 日産サティオ佐賀
- 日産プリンス大分販売
- 鹿児島日産自動車

### 自動車販売会社（関連会社）
- 日産東京販売ホールディングス（旧・東日カーライフグループ）
- 大阪カーライフグループ
- 岡山日産自動車

### レンタカー会社
- 日産カーレンタルソリューション

### サービス会社
- 日産ビジネスサービス